# Dictadura Militar Provisional de Mugán
La Dictadura Militar Provisional de Mugán fue un efímero gobierno títere de los británicos en Lankaran, nacido el 1 de agosto de 1918. Era contrario a la independencia de la República Democrática de Azerbaiyán y apoyaba al Ejército Blanco. Su principal apoyo eran los británicos que ocupaban Bakú (Dictadura del Caspio Central). En diciembre fue reorganizada como Administración Regional Mugán. El 25 de abril de 1919 los trabajadores talyshi, pro-bolcheviques, se alzaron en protestas en la ciudad, llevando a la caída del gobierno y la posterior fundación de la República Soviética de Mugán.